# Rödkronad todityrann
Rödkronad todityrann (Poecilotriccus ruficeps) är en fågel i familjen tyranner inom ordningen tättingar.

## Utseende och läte
Rödkronad todityrann är en liten och knubbig tyrann. Fjäderdräkten är karakteristisk med gul buk, vit strupe, roströd hjässa och svart kan runt kinden. På vingarna syns tydliga gula vingband. Hos vissa bestånd har kinden en roströd anstrykning och den svarta kanten är begränsad. Könen är lika. Lätena består av stammande ljud.

## Utbredning och systematik
Rödkronad todityrann delas in i fyra underarter med följande utbredning:
- P. r. melanomystax – centrala Anderna i Colombia och västra Venezuela
- P. r. ruficeps – östra Anderna i Colombia, södra och centrala Ecuador och sydvästra Venezuela
- P. r. rufigenis – Anderna i sydvästra Colombia och nordvästra Ecuador
- P. r. peruvianus – Anderna i södra Ecuador och nordligaste Peru (Piura och Cajamarca)

### Familjetillhörighet
Arten placeras traditionellt i familjen tyranner. DNA-studier visar dock att Tyrannidae består av fem klader som skildes åt redan under oligocen,, varför vissa auktoriteter behandlar dem som egna familjer. Rödkronad todityrann med släktingar bryts då ut till familjen Pipromorphidae.

## Levnadssätt
Rödkronad todityrann hittas i skogar och skogsbryn i subtropiska zonen i Anderna. Där ses den i undervegetationen, framför allt kring bambu. Den påträffas vanligen enstaka eller i par.

## Status och hot
Arten har ett stort utbredningsområde, men tros minska i antal, dock inte tillräckligt kraftigt för att den ska betraktas som hotad. Internationella naturvårdsunionen IUCN listar arten som livskraftig (LC).